# Церква Михайла Архангела (Каменоломні)
Церква Михайла Архангела (рос. Церковь Михаила Архангела) — православний храм у селищі Каменоломні, Октябрський район, Ростовська область, Росія. Відноситься до Нижньодонського благочиння Шахтинської і Міллеровської єпархії. Є об'єктом культурної спадщини Росії.

## Історія
Поряд з хутором Максимовським (стара назва селища Каменоломні) в кінці XIX століття був утворений хутір Новогрушевський, заселений молодими козацькими родинами зі станиці Кривянської. Два хутори один від одного відділяв невеликий струмок. У Новогрушевському через деякий час був побудований храм і церковно-парафіяльна школа. У роки Другої світової війни цей храм був зруйнований, тому богослужіння були перенесені в житловий будинок, який незабаром був переобладнаний на дитячий будинок.
Починаючи з 1948 року члени православної громади молитовного будинку збирають кошти, на які згодом викуповуються окремі земельні ділянки і домоволодіння. З роками вони перетворюються на храм, що діє й донині. Зводяться господарські будівлі, дзвіниця з золотими банями, засновується нова недільна школа.
У 1980-х роках була проведена реконструкція храму, під час якої він отримав стіни з червоної цегли.
У 1992 році будівлю храму було визнано об'єктом культурної спадщини місцевого значення.